# Distretto di Marangani
Il distretto di Marangani è uno degli otto distretti della provincia di Canchis, in Perù. Si trova nella regione di Cusco.